# أندرو دبليو. مارلو
أندرو دبليو. مارلو (بالإنجليزية: Andrew W. Marlowe)‏ هو منتج أفلام وكاتب سيناريو أمريكي، ولد في 23 ديسمبر 1966 في بيفرلي هيلز في الولايات المتحدة.

## وصلات خارجية
- أندرو دبليو. مارلو على موقع IMDb (الإنجليزية)
- أندرو دبليو. مارلو على موقع ألو سيني (الفرنسية)
- أندرو دبليو. مارلو على موقع أول موفي (الإنجليزية)
- أندرو دبليو. مارلو على موقع قاعدة بيانات الأفلام السويدية (السويدية)
- أندرو دبليو. مارلو على موقع قاعدة بيانات الفيلم (الإنجليزية)
- أندرو دبليو. مارلو على موقع كينوبويسك (الروسية)